# Олейник, Екатерина Васильевна
Екатерина Васильевна Олейник (бел. Кацярына Васільеўна Алейнік, род. 10 сентября 1987 года, Минск) — балерина, ведущий мастер сцены Большого театра Беларуси. Заслуженный артист Республики Беларусь (2018).

## Биография
Окончила Белорусскую государственную хореографическую гимназию-колледж (класс педагога Ольги Лапо). С 2007 года работает в труппе Большого театра Беларуси.

## Партии
- Китры — «Дон Кихот»
- Диана — «Эсмеральда»
- Фея щедрости, Аврора — «Спящая красавица»[3]
- Гамзаци — «Баядерка»
- Маша — «Щелкунчик»
- Па-де-труа — «Лебединое озеро»
- Пахита — «Пахита»
- Подруга вагантов — «Кармина Бурана»
- Зарема, Паненка — «Бахчисарайский фонтан»
- Золушка, Фея, Злодейка — «Золушка»
- Сильфида — «Сильфида»
- Жизель — «Жизель»

## Награды
- Заслуженный артист Республики Беларусь (2018)[4];
- Медаль Франциска Скорины (2011) за выдающиеся творческие достижения, высокое профессиональное мастерство и заслуги в развитии национальной культуры и искусства [2];
- специальная премия Президента Республики Беларусь деятелям культуры и искусства (2011)[2][5][6].

### Победы на балетных конкурсах и фестивалях
Екатерина Олейник — лауреат и дипломант многих балетных конкурсов и фестивалей:
- Лауреат Международного балетного конкурса в Хельсинки (Финляндия) (2012)
- Почётный приз на 1-м Международном конкурсе балета и хореографии в Пекине (Китай, 2011)[7]
- Лауреат VIII Международного хореографического фестиваля-конкурса «Танцевальный Олимп», Берлин (Германия, 2011)[8]
- Приз Capezio на IX Международном конкурсе артистов балета[англ.] в Джэксоне (США, 2010)[9]
- Лауреат II Корейского Международного балетного конкурса (Сеул, 2009)
- Бронзовая медаль и звание лауреата XI Международного конкурса артистов балета (Москва, 2009)
- Дипломант Международного балетного конкурса имени Р. Нуруева в Будапеште и обладательница специального приза Майи Плисецкой «За интерпретацию Одилии» (Венгрия, 2008 г.)[10]
- Дипломант Международного конкурса артистов балета в Шанхае (Китай, 2007 г.)
- Лауреат Международного конкурса артистов балета в Варне (Болгария, 2006 г.)
- Лауреат Международного юношеского конкурса классического танца «Хрустальная туфелька» в Харькове (Украина, 2004 г.)

## В сети
- Екатерина Олейник на сайте Большого театра Беларуси Архивная копия от 17 июня 2013 на Wayback Machine
- Видеосюжет о Е. Олейник Архивная копия от 27 января 2021 на Wayback Machine